# Tepanjski Vrh
Tepanjski Vrh je naselje v Občini Slovenske Konjice, leži blizu Tepanja. 
V kraju se je rodil Mihael Napotnik, slovenski pesnik in škof.